# 28 قصة عن الإيدز في أفريقيا
28 قصة عن الإيدز في أفريقيا هو كتاب واقعي صدر عام 2007 للصحفية والمؤلفة الكندية ستيفاني نولين.  وهو يروي 28 قصة لأشخاص عملوا في معالجة فيروس نقص المناعة البشرية/الإيدز في مجال الرعاية الصحية، كمدافعين وأشخاص شُخصت لديهم الإصابة بفيروس نقص المناعة البشرية وأفراد أسرهم.
وقد لاقى الكتاب إشادة نقدية واسعة النطاق من الأكاديميين، والعاملين في المجال الإنساني، ومراجعي الكتب.
كان الكتاب الأكثر مبيعًا على المستوى الوطني في كندا. 

## الخلفية
في عام 2003، أقنعت نولن وهي صحفية كندية حائزة على جوائز  ، رؤسائها في ذا جلوب آند ميل بالسماح لها بالتحقيق وإعداد التقارير عن وباء الإيدز في أفريقيا.  انتقلت إلى جوهانسبرج حيث أمضت أربع سنوات في البحث في كل جانب من جوانب الوباء. 

## ملخص الكتاب

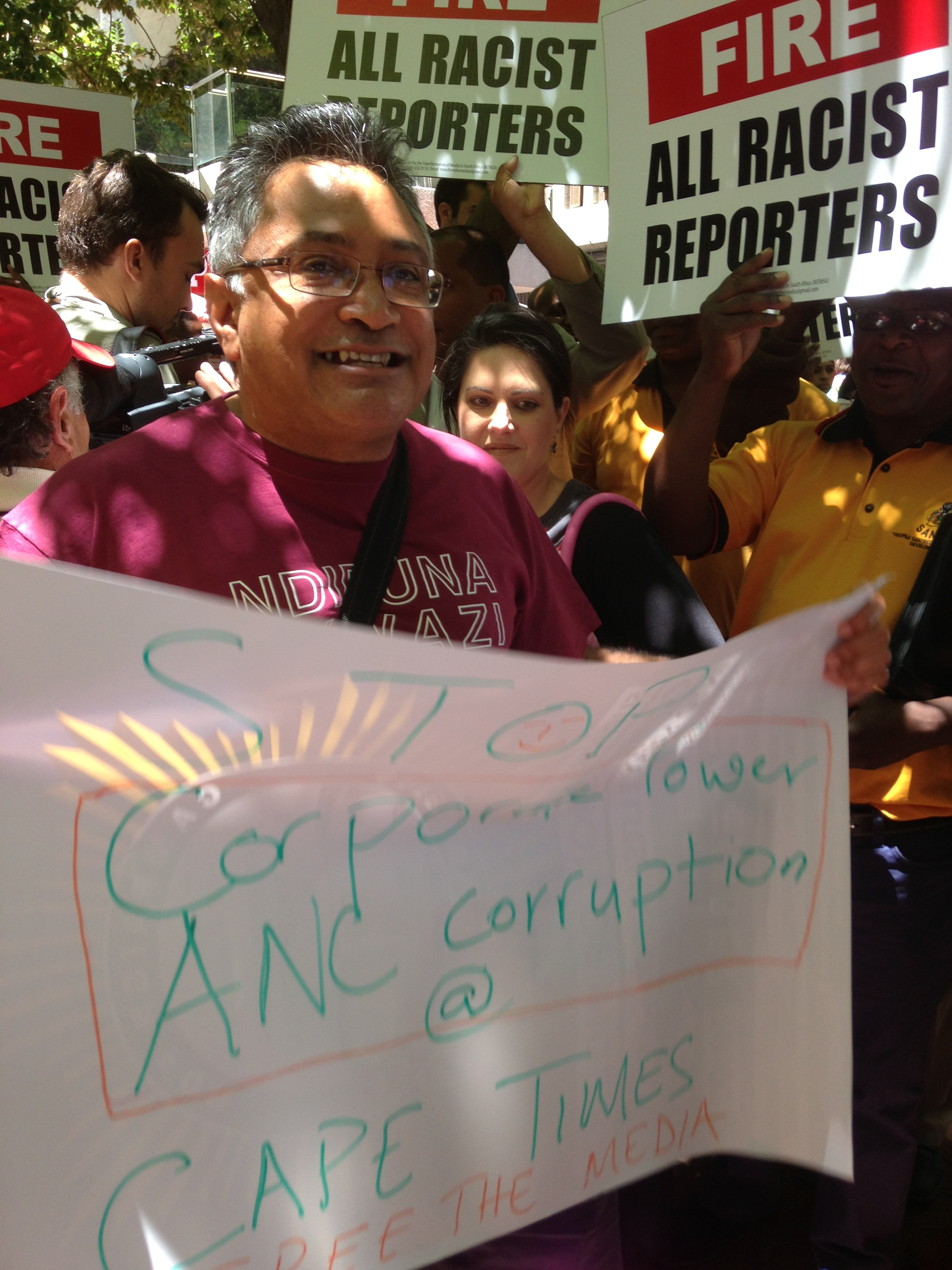
زكي أحمد ، عام 2013

يُقدم الكتاب لمحة عن 28 أفريقيًا مصابين بفيروس نقص المناعة البشرية/الإيدز، والذين عملوا في مجال الرعاية الصحية أو الدعم أو تضرروا بطريقة أخرى من الوباء في أفريقيا جنوب الصحراء الكبرى، مع الإشارة إلى أن 70% من حالات فيروس نقص المناعة البشرية العالمية تقع في أفريقيا جنوب الصحراء الكبرى. 
يبدأ الكتاب بمواد أساسية حول عمل نولين وشرح لفيروس نقص المناعة البشرية/الإيدز بعبارات عامة، ويشير إلى أنه تم اختيار 28 قصة لأن 28 مليون شخص أصيبوا بفيروس نقص المناعة البشرية/الإيدز.  
تبدأ كل قصة من القصص الـ 28 بصورة للشخص الذي هو موضوع الفصل. 
- الفصل 1 سيفيوي هلوفه الذي يعتني بالأيتام في سوازيلاند.[7]
- الفصل 2 تيجيست هيلا مايكل، تلميذة إثيوبية تيتمت بسبب الإيدز.[8][9]
- الفصل 3 محمد علي سائق شاحنة كيني.[10]

- الفصل 4 بريسكا مهلولو من زيمبابوي التي تعرضت للاعتداء من قبل عائلتها عندما أخبرتهم بإصابتها بفيروس نقص المناعة البشرية.[11]
- الفصل 5 ريجين مامبا، جدة.[12][13]
- الفصل 6 ليديا مونغيريرا، طبيبة أوغندية.[9]
- الفصل 7 نوح سيبيسابا ، متبرع بالدم فوجئ عندما وجد نفسه مصابا بفيروس نقص المناعة البشرية.[14]
- الفصل 8 كريستين أميسي ممرضة أطباء بلا حدود.[5]
- الفصل 9 مانويل كوسا، عامل منجم ذهب مهاجر من موزمبيق عمل في جنوب أفريقيا.[5]
- الفصل 10 سينثيا ليشومو من بوتسوانا التي عملت على الحد من وصمة العار المتعلقة بفيروس نقص المناعة البشرية.[5]
- الفصل 11 مفانيمبيلا ثلاباتسي مزارع في سوازيلاند فقد زوجته وأطفاله بسبب فيروس نقص المناعة البشرية / الإيدز قبل أشهر فقط من توفر العلاجات لمجتمعه.[15]
- الفصل 12 أندوليم أياليو جندي إثيوبي فقد وظيفته وحرم من فرصة الدراسة في الخارج بسبب إصابته بفيروس نقص المناعة البشري.[16][17]
- الفصل 13 أليس كادزانجا، ممرضة في زومبا.[5]
- الفصل 14 زاكي أشمات الناشط الشهير في مجال فيروس نقص المناعة البشرية في جنوب إفريقيا.[18]
- الفصل 15 ليفا خولي من ليسوتو الذي كافح مع فيروس نقص المناعة البشرية حتى تم إعطاؤه الدواء في سن 12.[11]
- الفصل 16 بونتيانو كاليبو طبيب أوغندي يعمل على لقاح فيروس نقص المناعة البشرية / الإيدز.[11]
- الفصل 17 وينستون زولو ناشط الإيدز.[9]
- الفصل 18 أغنيس مونييفا عاملة جنس كينية تجنبت الإيدز على الرغم من أكثر من 2000 لقاء جنسي.[19][20]
- الفصل 19 مفوا سيغمان طفل جنوب أفريقي توفي بسبب الإيدز.[20]
- الفصل 20 آن مومبي، عاملة جنس تجنبت الإيدز على الرغم من الصعاب.[21]
- الفصل 21 جدعون بياموغيشا الكاهن الأوغندي الذي يتحدث عن الأشياء الجيدة التي قام بها وإخفاقاته.[22]
- الفصل 22 إيدا موكوكا مستشارة الإيدز من لوساكا.[23]
- الفصل 23 أنيتا مانهيسا ربة منزل موزمبيق أصيبت بعدوى زوجها، لكنها اتهمت بإصابته.[24]
- الفصل 24 موروليك أوديتوينبو الذي يكافح من أجل التعايش مع الفيروس في نيجيريا.[25]
- الفصل 25 مولين موديمو التي توقفت عن تحمل تكاليف الأدوية التي تساعدها على البقاء على قيد الحياة بمجرد انهيار اقتصاد زيمبابوي .[9]
- الفصل 26 إبراهيم أومورو ناشط نيجيري.[26]
- الفصل 27 نيلسون مانديلا الذي توفي ابنه بسبب الإيدز.[5]
- الفصل 28 ثوكوزاني مثيان من جنوب أفريقيا يتعايش مع فيروس نقص المناعة البشرية بفضل الأدوية المدعومة من الوكالة الأمريكية للتنمية الدولية.[27]

ينتهي الكتاب بفصل حول كيف يمكن للقراء المساعدة.

## الاستقبال النقدي
وصف ستيفن لويس الكتاب بأنه "أفضل كتاب على الإطلاق عن الإيدز، وبالتأكيد أفضل ما قرأته على الإطلاق". 
أشادت صحيفة الغارديان بالكتاب لتركيزه على قصص الناس في أفريقيا، بدلاً من الولايات المتحدة الأمريكية، كما أشادت بنولين لربط القصص بالثقافة والمجتمع والسياسة. 
وصفت هيئة الإذاعة الكندية الكتاب بأنه "جاء في الوقت المناسب، تحويلي، ويمكن الوصول إليه بالكامل" ووصفت كيف تكتب نولن "بقوة وفهم وبساطة". 
وصف بونو الكتاب بأنه "كتاب هائل من السجلات". 
ووصفت لاريتا بنجامين، الباحثة في مرض الإيدز، الكتاب بأنه من أفضل الكتب التي قرأتها، وأثنت على نولان لوضعها وجهًا إنسانيًا على الإحصائيات. 
وصفت صحيفة نيو تايمز أوف رواندا الكتاب بأنه ربما يكون أفضل وصف مكتوب لتاريخ فيروس نقص المناعة البشرية/الإيدز. 
قال جيمس أوربنسكي عن الكتاب "اقرأ. ابكي. اغضب. وفوق كل شيء - مثل هؤلاء الأشخاص الموصوفين في هذا الكتاب - أبحث عن الشجاعة للقيام بذلك." 

## الجوائز
- 2007 جائزة بول كيد للشجاعة من نادي القلم الكندي (مُنحت لنولين لتغطيتها لأزمة الإيدز في أفريقيا) [3] [32]
- 2007 جائزة الحاكم العام للقصص غير الخيالية باللغة الإنجليزية، القائمة المختصرة. [3]

## الطبعات
نُشر الكتاب بسبع لغات في إحدى عشرة دولة،  منها:
- غلاف فني، راندوم هاوس، 2007،(ردمك 978-0-8027-1598-2) .
- غلاف فني، كنوبف كندا، 2007،(ردمك 978-0-676-97822-3) .

## الروابط الخارجية
- الموقع الرسمي